# August Enna
August Emil Enna (ur. 13 maja 1859 w Nakskov, zm. 3 sierpnia 1939 w Kopenhadze) – duński kompozytor.

## Życiorys
Jego dziadek, Włoch służący w armii Napoleona, po ślubie z Niemką osiedlił się w Danii. August Emil jako dziecko pracował w firmie obuwniczej swojego ojca, następnie został posłany do Kopenhagi, gdzie uczył się gry na skrzypcach i fortepianie. Później był członkiem wędrownej orkiestry, występował w Finlandii. Po powrocie do Danii w 1883 roku nauczał gry na fortepianie i tworzył opery. Odznaczony Orderem Danebroga w stopniu kawalera (1917).
W twórczości nawiązywał do niemieckiego romantyzmu, w jego muzyce dostrzegalne są wpływy Wagnera, Straussa i Pucciniego.

## Wybrane kompozycje
(na podstawie materiałów źródłowych)

### Utwory orkiestrowe
- Agleia (1884)
- Heksen (1892)
- Cleopatra (1894)
- Aucassin og Nicolete (1896)
- Den lille pige med svovlstikkerne (1897)
- Lamia (1899)
- Prinsessen på ærten (1900)
- Ung Elskov (1902)
- Nattergalen (1912)
- Gloria Arsena (1917)
- Børnene fra Santa Fé (1917)
- Komedianter (1920)
- Don Juan Manara (1925)

### Balety
- Hyrdinden og Skorstensfejeren (1901)
- Santa Cæcilias guldsko (1904)
- Kysset (1927)

### Utwory orkiestrowe
- Koncert skrzypcowy (1897)
- 2 symfonie (1886, 1908)
- uwertura Hans Christian Andersen (1905)